# Fantic Motor
Fantic Motor – włoski producent motocykli enduro, supermoto, cross i innych. Firma została założona w 1968 przez Mario Agrati i Henry'ego Keppel-Hesselinka